# Anna Knauer
Anna Knauer (Eichstätt, 20 de febrero de 1995) es una deportista alemana que compite en ciclismo en las modalidades de pista y ruta. Ganó dos medallas en el Campeonato Europeo de Ciclismo en Pista, plata en 2018 y bronce en 2014.

## Trayectoria deportiva
Comenzó a correr en bicicleta desde 2005. Durante los años 2010 y 2013 ganó decenas de campeonatos de Alemania de pista en categorías inferiores, que combinó con alguna carrera aislada amateur de carretera, en las que también obtuvo algunos puestos descatados. Eso no pasó desapercibido para uno de los mejores equipos profesionales femeninos, el Rabo Liv, que la contrató para la temporada 2014.
No consiguió buenos resultados en carreras de ruta, aun así seguía destacando en la pista, obteniendo medallas en campeonatos nacionales. Ello no fue suficiente para el Rabo Liv, especializado en el ciclismo en ruta, ya que aunque obtuvo la renovación por un año más, finalmente en 2016 tuvo que fichar por un equipo de menor nivel, el Parkhotel Valkenburg.

## Medallero internacional
| Campeonato Europeo | Campeonato Europeo     | Campeonato Europeo | Campeonato Europeo |
| Año                | Lugar                  | Medalla            | Competición        |
| ------------------ | ---------------------- | ------------------ | ------------------ |
| 2014               | Baie-Mahault (Francia) | Medalla de bronce  | Ómnium             |
| 2018               | Glasgow (Reino Unido)  | Medalla de plata   | Eliminación        |

## Palmarés
2014
- 2.ª en el Campeonato de Alemania Persecución
- 2.ª en el Campeonato de Alemania Puntuación
- 3.ª en el Campeonato Europeo Omnium
- Campeonato de Alemania Omnium

2015
- Campeonato de Alemania Puntuación
- 3.ª en el Campeonato Europeo Omnium sub-23
- 3.ª en el Campeonato Europeo Persecución por Equipos sub-23 (haciendo equipo con Lisa Klein, Mieke Kröger y Gudrun Stock
- Campeonato de Alemania Omnium

## Resultados en Grandes Vueltas y Campeonatos del Mundo
Durante su carrera deportiva ha conseguido los siguientes puestos en las Grandes Vueltas femeninas y en los Campeonatos del Mundo en carretera:
| Carrera         | 2014 | 2015 | 2016 | 2017 |
| --------------- | ---- | ---- | ---- | ---- |
| Giro de Italia  | -    | -    | -    | -    |
| Tour de l'Aude  | X    | X    | X    | X    |
| Grande Boucle   | X    | X    | X    | X    |
| Mundial en Ruta | -    | -    | -    | -    |

-: no participa

Ab.: abandono

X: ediciones no celebradas

## Equipos
- Rabo Liv Women Cycling Team (2014-2015)
- Parkhotel Valkenburg (2016-2017)
  - Parkhotel Valkenburg (2016)
  - Parkhotel Valkenburg-Destil Cycling Team (2017)